# Шпак Марта Дмитрівна
Марта Дмитрівна Шпак (нар. 14 грудня, Перегінське, Рожнятівський район, Івано-Франківська область) — українська співачка, акторка, хореографка та модель. Заслужена артистка України.

## Життєпис
Вперше виступила в 5-річному віці. 1990—1998 — учениця Перегінської ДШМ по класу «фортепіано», «хореографія», «баян» та солістка дитячого зразкового фольклорно-етнографічного ансамблю «Маленькі бойки».
1999—2003 — навчання у Чернівецькому училищі мистецтв ім. Воробкевича на кафедрі «Хореографії». Паралельно займалась у вокальній студії буковинської композиторки Оксани Кирилюк. Саме в цей час розпочала сольну співочу кар'єру.
2003—2007 — навчалася в Київській Державній Академії керівних кадрів культури і мистецтв, де успішно здобула дипломи магістра за спеціальностями «Сучасна хореографія» та «Менеджмент організацій і шоу-бізнесу».
З 2005 і понині — провідна солістка Державного академічного ансамблю пісні і танцю МВС України та акторка Київського театру поезії «Мушля».
В творчому доробку співачки композиції «На світанку», «В небі зіронька», «Лелека», «Журавлина доля», «На всі часи», «Повстанське танго», «Сопілка» та багато інших. Альбоми «Осяйні», «На світанку», «Бойківські співанки» та «В небі зіронька»; відеокліпи на пісні «В небі зіронька», «Історія», «Зіронька-Зима».
Активно гастролює за кордоном, виступала з сольними концертами на міжнародних фестивалях в Канаді, Німеччині, Польщі, Чехії, Сербії, Італії, Угорщині, Росії.
Колекціонує ляльки в національному одязі різних країн світу, збирає фольклор та захоплюється іноземними мовами.
Співачка підтримувала Єврореволюцію (2013—2014) виступами як на головній сцені Майдану у Києві, так і на всіх євромайданах Торонто, різних акціях Монреалю та Вінніпегу (Канада).
Продовжує підтримувати Україну і українську армію концертами і виступами в Україні і за кордоном. Весною 2016 співачка відвідала схід України і підтримала своїми концертами бійців АТО на нульовій лінії оборони.
До 25-ї річниці Незалежності України презентувала кліп на пісню «Золота». Автор слів — Роман Вірастюк. Режисер кліпу — Сергій Сторожев.
Марта Шпак продовжує навчатися в Канаді на факультеті післядипломної освіти в Торонтському університеті та у Sheridan College. А ще готує творчі проєкти із канадським музикантом і продюсером Denny DeMarchi та гастролює, популяризуючи українську пісню та культуру.

## Сім'я
Мати — Шпак Наталія Володимирівна, вчитель музики, викладачка ДШМ по класу «сольфеджіо» та «вокалу», керівниця дитячого зразкового фольклорно-етнографічного ансамблю «Маленькі бойки» Народного дому смт Перегінське Івано-Франківської області, Заслужений працівник культури України.

## Нагороди
- «Прем'єра пісні 2008» — Миргород, ГРАН-ПРІ,
- «Золотий тік» — Галич, 2007, ГРАН-ПРІ
- «Осіннє рандеву» — Миргород, 2006, ГРАН-ПРІ
- «Захід 21століття» — Калуш, 2004, ГРАН-ПРІ
- "Володимир 2004″ — Володимир-Волинський, ГРАН-ПРІ
- «На хвилях Світязя» — Луцьк, 2004, 2-а премія
- "Веспрем 2002″ — Веспрем, Угорщина, 3-я премія
- "Київська студентська весна 2006″ — 1-а премія
- «Пісня серця» — Львів, 2001, 3-я премія
- «Пісенний вернісаж» — Київ, 2001, 1-а премія
- «Українська родина» — Київ, 2004, 1-а премія
- «Стара фортеця» — Кам'янець-Подільський, 2000, 1-а премія
- «Ранкова зоря» — Крим, 1995, 3-тя премія
- «Розколядя» — Івано-Франківськ, 1996, 1-а премія
- «Соловейко долі» — Чернівці, 1995, 2-а премія в жанрі авторської та в жанрі народної пісні
- «Співуча родина» — Київ, 1995, 2-а премія